# The Naked Gun (2025)
The Naked Gun (bra: Corra que a Polícia Vem Aí!; prt: The Naked Gun: Aonde É Que Para a Polícia?!) é um filme de comédia de ação norte-americano dirigido por Akiva Schaffer e escrito por Dan Gregor, Schaffer e Doug Mand. O filme é produzido por Seth MacFarlane ao lado de Erica Huggins e serve como o quarto filme da franquia The Naked Gun e uma sequência de Naked Gun 33⅓: The Final Insult (1994). O filme é estrelado por Liam Neeson como Frank Drebin Jr., ao lado de Pamela Anderson, Paul Walter Hauser, CCH Pounder, Kevin Durand, Cody Rhodes, Liza Koshy, Eddy Yu e Danny Huston.
O filme estreou em 31 de julho de 2025 em Portugal. Já no Brasil, foi lançado no dia 14 de agosto de 2025. Ambos os lançamentos têm a distribuição da Paramount Pictures.

## Premissa
O filme acompanha o Tenente Frank Drebin Jr. (interpretado por Liam Neeson), o filho do lendário e falecido Tenente Frank Drebin. Após a morte do pai, Drebin Jr. segue seus passos na polícia, mas também herda sua peculiar forma de lidar com as situações.
A trama se desenrola quando um complô criminoso ameaça explodir a cidade com bombas, e Drebin Jr. se vê no meio da investigação. Com um estilo desajeitado e propensão a causar mais destruição do que os próprios criminosos, ele se junta ao parceiro, Capitão Ed Hocken Jr. (Paul Walter Hauser), para tentar desvendar o mistério.
O filme mescla a nostalgia do humor pastelão original com um enredo de suspense e ação, enquanto o herdeiro de Frank Drebin tenta provar seu valor e salvar o dia, mesmo que o caos o siga a cada passo.

## Elenco
- Liam Neeson como Tenente Frank Drebin Jr.[6]
- Pamela Anderson como Beth Davenport[7]
- Paul Walter Hauser como Capitão Ed Hocken Jr.[7]
- Kevin Durand como Sig Gustafson[7]
- Danny Huston como Richard Cane[8]
- Liza Koshy como Detetive Barnes
- Cody Rhodes como Bartender
- CCH Pounder como Chefe Davis
- Busta Rhymes como Ladrão de Banco
- Eddy Yu como Detetive Park
- Jon Anik como ele mesmo[8]
- Michael Bisping como ele mesmo[8]
- Bruce Buffer como Anunciador do Ringue
- Moses Jones como Nordberg Jr.
- "Weird Al" Yankovic como ele mesmo[6]
- Dave Bautista como ele mesmo[8]

Além disso, Priscilla Presley reprisa seu papel como Jane Spencer-Drebin, a esposa do falecido Frank Drebin e mãe de Frank Drebin Jr., em uma participação especial.

## Produção

### Desenvolvimento
Em dezembro de 2013, a Paramount Pictures anunciou que um reboot da franquia The Naked Gun estava em desenvolvimento com Ed Helms escalado para o papel de Frank Drebin, enquanto o roteiro estava sendo co-escrito por Thomas Lennon e R. Ben Garant. Em janeiro de 2014, Garant revelou que o título provisório do projeto é Episode IV: A New Hope, ao mesmo tempo em que anunciou que a intenção era que fosse uma sequência dos filmes originais. Helms pretendia retratar um personagem que se apresentasse como "Frank Drebin, sem parentesco" para que o filme pudesse apresentar um novo protagonista sem contradizer o que veio antes. Em março de 2015, David Zucker declarou que lhe foi oferecido um papel de produtor no projeto, mas recusou-se a se envolver porque sentiu que o estilo seria diferente no estilo cômico e, em última análise, seria inferior aos seus filmes originais. Em agosto de 2015, Helms confirmou que o roteiro ainda estava sendo escrito, embora reconhecesse as preocupações que Zucker tinha com a recepção do público moderno e a necessidade de algo diferente do gênero de paródia dos filmes anteriores. Em março de 2017, uma reescrita do roteiro estava sendo concluída por David Zucker e Pat Proft, com o enredo sendo retrabalhado para apresentar o filho de Frank Drebin.
Em janeiro de 2021, foi anunciado que Seth MacFarlane havia sido contratado para desenvolver ainda mais o projeto. Depois que MacFarlane demonstrou interesse em escalar Liam Neeson como Frank Drebin Jr. em 2015, o cineasta foi contratado pelo estúdio. Neeson revelou que o cineasta, juntamente com a Paramount Pictures, o abordou com uma proposta para estrelar o filme. Em junho do mesmo ano, Neeson afirmou que MacFarlane estava trabalhando em um novo rascunho do roteiro, com o estúdio também negociando o possível papel do cineasta como diretor. Ele expressou entusiasmo pelo projeto e pela oportunidade de explorar um papel mais cômico, caso decida estrelar o filme; ao mesmo tempo em que afirmou que o desenvolvimento do projeto está em andamento. Em fevereiro de 2022, Neeson confirmou novamente que a Paramount ainda o está cortejando para estrelar a sequência do legado.
Em outubro de 2022, o filme recebeu sinal verde oficial com Neeson no papel principal como Frank Drebin Jr. e Akiva Schaffer na direção. Dan Gregor e Doug Mand foram contratados para escrever um novo rascunho do roteiro, a partir de um rascunho anterior com contribuições de Mark Hentemann e Alec Sulkin. Em dezembro de 2024, foi determinado pelo Writers Guild of America que Gregor, Mand e Schaeffer seriam creditados no roteiro, enquanto Hentemann, MacFarlane e Sulkin contribuíram com material literário adicional. MacFarlane e Erica Huggins atuaram como produtores, sob sua produtora Fuzzy Door Productions.
Em abril de 2024, Pamela Anderson se juntou ao elenco do filme. Em maio, Paul Walter Hauser se juntou ao elenco, interpretando o Capitão Ed Hocken, ao lado de Kevin Durand em um papel de vilão não revelado, bem como Danny Huston, Liza Koshy, Cody Rhodes, CCH Pounder e Busta Rhymes.

### Filmagem
As filmagens principais começaram em 6 de maio de 2024, em Atlanta, sob o título provisório de Law of Toughness, e terminaram em 28 de junho.

## Lançamento
O filme foi lançado nos Estados Unidos em 1º de agosto de 2025. Estava originalmente previsto para 18 de julho de 2025. Em Portugal o filme foi lançado um dia antes, no dia 31 de julho de 2025. Já no Brasil o filme foi lançado nos cinemas no dia 14 de agosto de 2025.